# Punta Doris
Punta Doris är en udde i Antarktis. Den ligger på Livingston Island i Sydshetlandsöarna. Argentina, Chile och Storbritannien gör anspråk på området.
Terrängen inåt land är huvudsakligen kuperad, men den allra närmaste omgivningen är varierad. Havet är nära Punta Doris norrut. Trakten är obefolkad. Det finns inga samhällen i närheten.